# Blaž Bertoncelj
Blaž Bertoncelj, slovenski plesalec, * 1975. - 2021/2?
Blaž je slovenski plesalec in koreograf argentinskega tanga. Vodi studio BA Tango. Leta 1998 si je z Andrejo Podlogar v Franciji priboril naslov svetovnih prvakov v argentinskem tangu, pet let kasneje pa sta s svojim nastopom na V. Mednarodnem festivalu argentinskega tanga v Buenos Airesu navdušila argentinsko publiko in medije.
S svojim plesom sta se predstavila tudi v ZDA, na Kitajskem, v Hong Kongu, Turčiji, Franciji, Nemčiji, Italiji, Avstriji, Belgiji, Poljski, Srbiji, Hrvaški, Južnoafriški republiki in v različnih krajih Slovenije. V številnih državah sta tudi poučevala. V Sloveniji kontinuirano poučujeta že 15 let. Par se posveča butičnemu poučevanju posameznikov in manjših skupin.
Blaž je skupaj s sodelavci zasnoval in koreografiral gledališko tango predstavo Othello. Leta 2015 je napisal magistrsko delo z naslovom Integracija novih medijev in tehnologij v plesno uprizoritveno umetnost (Univerza v Novi Gorici, Visoka šola za umetnost).